# Vlajka (hnutí)
Vlajka bylo československé nacionalistické a zčásti i fašistické hnutí a stejnojmenný časopis.

## Meziválečná činnost
Předchůdcem bylo Fašistické studentské sdružení. Časopis Vlajka byl založen roku 1928 a jeho prvním redaktorem byl Miloš Maixner. Hnutí samotné zahájilo svoji politickou činnost ve 30. letech, kdy roku 1930 byla založena Vlajka jako politický klub, jehož programem byl stavovský stát. Členy byly i osobnosti jako Viktor Dyk či František Mareš a snad nejvýznamnější Karel VI. Schwarzenberg, který z tohoto malého uskupení mladých vlastenců dokázal vytvořit poměrně silné hnutí. Opustil ho po neshodách během mobilizace roku 1938. Členem byl i Jan Lobkowicz. Jako ostatní české fašistické organizace se inspirovala především Mussoliniho italským fašismem.
V roce 1936 došlo ke sloučení s politickou skupinou Za Nové Československo a Vlajka používala rozšířený název Vlajka – Hnutí za Nové Československo. Vlajka vystupovala proti Židům a její antisemitismus se vystupňoval v období druhé republiky a během Protektorátu. Hnutí vydávalo od roku 1935 týdeník Národní výzva, kde vycházely útočné články proti levici, články oslavující Mussoliniho Itálii nebo články zaměřené na podporu boje generála Franca v občanské válce ve Španělsku. Hnutí vydávalo i publikace "knihovny Vlajka".
Dne 11. listopadu 1938 byla její činnost úředně zastavena, členové však pokračovali v činnosti dál, značně se zradikalizovali a začali užívat násilné metody. 25. února 1939 spáchali bombové útoky na dva pražské obchody. 6. března se v Plzni pokusili provést bombové útoky na Starou synagogu, Velkou synagogu a židovský hřbitov, ale akce se nezdařila: dva vlajkaři zahynuli při výbuchu na hřbitově a sedm dopadla policie.

## Činnost za protektorátu
V době německé okupace se z Vlajky stala kolaborantská organizace. Používala název Český národně socialistický tábor — Vlajka. Mezi prvorepublikovou a protektorátní Vlajkou je značná personální i ideová diskontinuita, ale často je o nich pojednáváno jako o jedné organizaci. Vlajka byla roku 1943 na popud ministra Emanuela Moravce rozpuštěna. Několik bývalých významných vlajkařů se následně angažovalo při vzniku a rozvoji Kuratoria pro výchovu mládeže v Čechách a na Moravě, které okupační úřady naopak začaly intenzivně podporovat. Polovojenskou organizací Vlajky byla Svatoplukova garda.

## Poválečné vypořádání
Po válce byla Vlajka označena za kolaborantskou organizaci, přičemž mezi jejími předválečnými aktivitami a činností za okupace se v poválečné atmosféře prakticky nerozlišovalo. Toto zjednodušené, ne zcela pravdivé hodnocení na činnost hnutí/organizace Vlajky přetrvává dodnes.
Jan Rys-Rozsévač, předseda protektorátní Vlajky, byl v rámci retribuce odsouzen k trestu smrti a popraven. Ze členů vedení Vlajky byli také Josef Burda, Otakar Polívka a Jaroslav Čermák odsouzeni k trestu smrti, Jindřich Thun-Hohenstein byl odsouzen na doživotí, Václav Cyphelly dostal trest 20 let, Jindřich Streibl byl potrestán osmi lety vězení.

## Poválečné odkazy
Tato organizace se dočkala i ztvárnění a připomenutí v knize Jaroslava Foglara Strach nad Bobří řekou. Děj této knihy se odehrává právě v době protektorátu. Nikde v knize není naznačeno ani letopočty, ani jmény cokoliv, co by s tímto obdobím souviselo, avšak používaná (a na první pohled neutrální) synonyma jsou dostatečně vypovídající. V knize je přítomen jak Nepřítel (nacistické Německo), tak i domácí s nepřítelem sympatizující a spolupracující organizace Prapor (Vlajka).
 „Všude se vyrojilo plno podivných lidí – udavačů, kteří za mrzkou odměnu nebo z pomstychtivosti udávali nepřátelským vojenským a policejním úřadům své spoluobčany. Ve zvláštní organizaci s názvem Prapor se dokonce ustavila zrádcovská skupina nedobrých lidí a všelijak pomáhala Nepříteli. Obrátila se proti vlastnímu národu, vychvalovala Nepřítele a hrozila každému, kdo by se proti Nepříteli nějak špatně vyslovil.“
Jaroslav Foglar: Strach nad Bobří řekou, 